# The Duke (Joe Jackson)
The Duke è un album in studio del musicista britannico Joe Jackson, pubblicato nel 2012.
Si tratta di un album tributo al compositore, pianista e bandleader statunitense Duke Ellington.

## Tracce
1. Isfahan – 5:03 (Ellington, Strayhorn)
2. Caravan – 6:01 (Ellington, Tizol, Mills)
3. I'm Beginning to See the Light / Take the "A" Train / Cotton Tail – 3:34 (Ellington, George / Strayhorn / Ellington)
4. Mood Indigo – 4:04 (Ellington, Mills, Bigard)
5. Rockin' in Rhythm – 3:28 (Ellington)
6. I Ain't Got Nothin' but the Blues / Do Nothin' 'Til You Hear from Me – 5:14 (Ellington, George / Ellington, Russell)
7. I Got It Bad (and That Ain't Good) – 4:48 (Ellington, Webster)
8. Perdido / Satin Doll (featuring Zuco 103) – 4:49 (Tizol, Lenk, Drake / Ellington, Mercer, Strayhorn)
9. The Mooche / Black and Tan Fantasy – 5:26 (Ellington, Miley / Ellington)
10. It Don't Mean a Thing (If It Ain't Got That Swing) (featuring Iggy Pop) – 5:11 (Ellington, Mills)